# Frailea mammifera
Frailea mammifera ist eine Pflanzenart in der Gattung Frailea aus der Familie der Kakteengewächse (Cactaceae). Das Artepitheton mammifera leitet sich von den lateinischen Worten mam[m]a für ‚Warze‘ sowie -fer für ‚-tragend‘ ab und verweist auf die in Höcker aufgelösten Rippen der Art.

## Beschreibung
Frailea mammifera wächst meist einzeln mit fast kugelförmigen, glänzend dunkelgrünen Körpern, die nur selten sprossen. Die Körper erreichen bei Durchmessern von 1 bis 1,5 Zentimetern Wuchshöhen von bis zu 3 Zentimetern. Die meist 17 Rippen sind in auffallende gerundete oder spitz zulaufende Höcker gegliedert, auf deren Oberseite sich die Areolen befinden. Die 2 bis 4 abstehenden Mitteldornen sind kräftig, braun und 2,5 bis 3 Millimeter lang. Die 18 bis 20 weißen, dünnen Randdornen sind ausstrahlend. Sie sind 1,5 bis 2 Millimeter lang.
Die gelben Blüten sind trichterförmig. Sie sind 2,5 Zentimeter lang und erreichen ebensolche Durchmesser. Die Früchte weisen Durchmesser von bis zu 8 Millimetern auf.

## Verbreitung, Systematik und Gefährdung
Frailea mammifera ist in Brasilien im Bundesstaat Rio Grande do Sul und in Argentinien in der Provinz Entre Ríos verbreitet.
Die Erstbeschreibung wurde 1972 von Albert Frederik Hendrik Buining und Arnold J. Brederoo (1917–1999) veröffentlicht. Ein nomenklatorisches Synonym ist Astrophytum mammiferum (Buining & Brederoo) Halda & Malina (2005).
Man kann zwei Unterarten unterscheiden:  
- Frailea mammifera subsp. mammifera
- Frailea mammifera subsp. angelesiae R.Kiesling & Metzing

In der Roten Liste gefährdeter Arten der IUCN wird die Art als „Endangered (EN)“, d. h. als stark gefährdet geführt.

## Nachweise